# Nidificaria clavus
Nidificaria clavus är en ringmaskart som först beskrevs av Harris 1968.  Nidificaria clavus ingår i släktet Nidificaria och familjen Serpulidae. Arten har ej påträffats i Sverige. Inga underarter finns listade i Catalogue of Life.